# چوکچامبی
چوکچامبی (به اسپانیایی: Choquechambi) یک کوه در پرو است. چوکچامبی ۵٬۰۰۰ متر بالاتر از سطح دریا واقع شده‌است.